# Juan Rodríguez (veslač)
Juan A. Rodríguez Iglesias, urugvajski veslač, * 9. julij 1928, Dolores, Urugvaj, † 27. september 2019. 
Rodríguez je za Urugvaj veslal na Poletnih olimpijskih igrah 1948 v Londonu in 1952 v Helsinkih. Obakrat je nastopil v disciplini dvojni dvojec in obakrat osvojil bronasto medaljo.  